# Il cavaliere del giglio
Il cavaliere del giglio è un romanzo storico di Carla Maria Russo edito da Piemme.

## Trama

### Le lotte tra guelfi e ghibellini
17 gennaio 1216. Il dodicenne Manente degli Uberti, chiamato da tutti Farinata, partecipa al banchetto che celebra l'elevazione a cavaliere di Mazzingo Tegrimi, insieme al fratello minore Ranieri Piccolino, detto Neri, e al nonno, il capofamiglia Gianni di Gherardo detto Schiatta. Un incidente di poco conto scatena però una rissa dove Buondelmonte de' Buondelmonti, dei guelfi finisce per ferire un altro cavaliere, Oderigo dei Fifanti, ghibellino. Tutti tremano a Firenze, che ha già sopportato una guerra civile quarant'anni prima e che oggi è divisa tra guelfi e ghibellini: i primi, fedeli al papa Innocenzo III, includono i Buondelmonti, i Donati e i Cavalcanti; l'altra metà sostiene l'imperatore Federico II e include gli Uberti, considerati eretici dal papa. Conscio dell'odio che molte altre famiglie provano per i Buondelmonti, Schiatta decide di premere per una riappacificazione tra di loro onde evitare, o almeno rimandare, dannosi spargimenti di sangue; i Fifanti acconsentono, a patto che una principessa del loro casato sposi Buondelmonte in persona. La scelta della sposa ricade su Beatrice Amidei, figlia di Lambertuccio e nipote di Fanti, la quale ha un debole per il giovane cavaliere dei Buondelmonti.
Il di lui cugino Ranieri Zingane, però, lo convince a fare visita a Gualdrada Donati, una donna potente e intrigante la cui figlia Gemma dispera per un matrimonio, e in cambio i Donati appoggeranno i Buondelmonti, già loro alleati. Così, quando il 10 febbraio arriva il giorno del matrimonio, lo sposo si assenta e sceglie di sposare Gemma il giorno di Pasqua. Lo spettro della guerra civile ricade ancora una volta su Firenze, e Schiatta con il figlio Jacopo decidono di trasferirsi a Bologna, dove poi andranno anche Farinata e Neri e si trova già l'altro figlio Schiattuzzo, in attesa che si calmino le acque, ma prima deve risolvere la vendetta nei confronti del cavaliere infedele. A tal proposito, Mosca dei Lamberti propone l'assassinio con la celebre frase "Cosa fatta capo ha!": sapendo che Gualdrada passerà per tutta Firenze con tutto il corteo nuziale, Schiatta guida un corpo con lui e quattro suoi compagni che attaccheranno quando il corteo passerà casa Amidei. L'attacco va a buon fine: Buondelmonte viene atterrato e sgozzato quasi immediatamente, tra il fuggi fuggi generale e la disperazione del padre Cece e di Gemma. Ranieri Zingane risponde dichiarando guerra ai congiurati, appoggiato da Simone, figlio di Gualdrada, e scatena così una nuova guerra civile; le cose però si mettono subito male per i guelfi, più volte battuti dai ghibellini, e per di più a luglio muore il papa Innocenzo, loro più potente sostenitore, a cui succede il debole Onorio III. Zingane riesce a consolarsi sposando Gemma, la quale sopravvivrà soltanto il tempo di dare alla luce una bambina, chiamata anch'ella Gemma.
Dopo meno di quattro anni di permanenza a Bologna, Farinata e Neri tornano in patria venendo convocati nelle file dell'armata fiorentina; l'esercito del giglio deve conquistare la rocca di Mortennano, situata in un punto strategico tra Siena e Firenze e considerata da tutti inespugnabile dai loro signori gli Scorcialupi, rozzi e violenti banditi che vivono soprattutto di massacri e razzie ai danni di pacifici pellegrini e mercanti. Farinata e Neri hanno effettivamente difficoltà ad assediare la roccaforte, con le forze di Poggibonsi che danno manforte agli assediati; Farinata però fa in modo che i fiorentini attraversino le mura da sotto, potendo così conquistare e radere al suolo la roccaforte. Questa è solo la prima delle gesta del coraggioso Farinata, e ne segue un'altra otto anni dopo, quando Firenze dichiara guerra a Pistoia, rea di essersi alleata con Carmignano, fierissima nemica di Firenze: l'esercito del giglio prende Montefiore al primo assalto, poi costringe Pistoia a cedere Carmignano, che viene smantellata.

### Tra Firenze e Siena
Nel 1230, si giunge a una guerra tra Siena e una Firenze ormai guidata da Farinata. I fiorentini decidono di attaccare subito Siena, puntando su Porta Camollia, e nonostante l'arrivo degli uomini di Poggibonsi, Farinata tiene duro con i suoi uomini che fanno breccia tra l'esercito senese e la porta; ma all'improvviso le guardie senesi chiudono i cancelli, lasciando i soldati al loro destino ma anche chiudendo in città Farinata, che viene catturato. Liberato dietro giusto compenso, poco dopo il prode Farinata fa la conoscenza della giovane Adaleta, la quale inizia ad infatuarsi di lui: sapendo del suo valore in battaglia, gli chiede di risparmiare Siena e di liberarla. Farinata ne fa pegno, e quando le trattative di pace vengono intavolate, nonostante Ranieri proponga di radere al suolo Siena, Farinata s'impegna invece a risparmiarla, anche perché possiede una missiva da parte del nuovo papa, Gregorio IX (il quale, in realtà, contrae prestiti anche con i banchieri senesi). La riconoscente Adelata si innamora gradualmente del cavaliere che ha salvato la sua patria, e le nozze avvengono poche settimane dopo il trattato di pace tra le due città; la senese darà al fiorentino vari figli, a cominciare da Azzolino e Lapo. A par condicio, Neri fa la conoscenza di Gemma Buondelmonti, figlia della Gemma Donati che era morta dandola alla luce, e tra i due nasce un amore reciproco che culmina nel matrimonio che avviene il 19 dicembre dello stesso anno.
Ma intanto, papa Gregorio, geloso della potenza dell'imperatore Federico II e furioso per la sua teoria d'indipendenza del potere temporale da quello ecclesiastico, decide di allearsi con quante più sedi domenicane in Italia possibili, in primis Firenze, pedina fondamentale dello scacchiere guelfo che vanta uno dei nuclei più agguerriti tra i sostenitori dell'imperatore; tra i numerosi guelfi che rispondono al suo appello ci sono padre Ruggero de' Calcagni e i due alleati Ranieri Zingane e Simone Donati. Alla fine, nel 1239, il papa scomunica Federico deponendolo dal trono, e Firenze torna a essere un focolaio di rivolte civili, dove però ancora una volta i ghibellini prevalgono sui guelfi. Padre Ruggero fa intanto la conoscenza di Guidalotto Voltodellorco, esponente di una delle più prestigiose famiglie ghibelline di Firenze e da sempre amico fraterno degli Uberti; dopo varie discussioni, alla fine riesce a convincerlo a cambiare l'animo e voltare gabbana. Ruggero viene a sapere anche che Gemma alla fine intende sposarsi con Neri, e insieme a Ranieri accetta momentaneamente l'unione nella speranza tuttavia di sfruttarla per mettere in difficoltà gli Uberti. Le lotte cittadine però continuano fino al 1241, quando alla fine si giunge a una tregua tra le due fazioni, ma essa dura poco. Il 29 novembre dell'anno dopo, Schiatta, Jacopo, Farinata e Neri partono per aiutare i Bertaldi, ghibellini di Santa Trinita, attaccati da alcuni violenti signorotti, ma cadono in un'imboscata organizzata da Ranieri; soccombono Oderigo dei Fifanti, Lambertuccio Amidei e l'anziano Schiatta, ma Neri e Farinata sopravvivono e guidano i loro alla ritirata. L'amareggiato Neri annuncia a malincuore di separarsi per sempre da Gemma, la quale si chiude in un convento dove sette mesi dopo darà alla luce un figlio, chiamato anche lui Azzolino, prima di sposarsi con Pannocchino dei Pannocchieschi.
A questo punto, la situazione degli Uberti sembra ormai compromessa: nonostante le vittorie dei ghibellini, i guelfi restano forti e sostenuti dal papa, e sul seggio della Santa Sede si è insediato Innocenzo IV, assistito tra gli altri da Ruggero de' Calcagni; gli Uberti sono inoltre da molto tempo fortemente accusati di eresia in quanto protettori di eretici a loro volta, principalmente patarini e catari. Tra loro sono presenti i nomi di due amici dei fratelli Umberti: il primo è Emanuele Fenci, acceso partecipante alle dispute teologiche divenuto un medico disponibile a curare tutti, credenti e atei; l'altro è Filippo Buoncompagni, lui stesso un eretico patarino imprigionato ben due volte, nel '25 e nel '29, per poi finire al rogo. Nel 1244, Fenci viene arrestato, portato alla torre Marinetta e ivi torturato. Farinata allora decide di sfidare direttamente l'Inquisizione e guida l'attacco alla torre per liberare i prigionieri, aiutato dal cavaliere bergamasco Pace Pesamigola: nonostante la conseguente vittoria in battaglia, però, Emanuele spira due giorni dopo a causa delle torture inflittegli. Furibondo per l'affronto subito, papa Innocenzo condanna a morte tutti i fiorentini che si schierano contro di lui, e Ruggero insieme al collega Pietro da Verona inizia ad arringare le folle. La battaglia che segue il 24 agosto 1245, però, viene vinta sempre dai ghibellini a Santa Reparata, e i guelfi di Ruggero e Pietro, sconfitti, sono obbligati ad arrendersi e ad accordare la grazia ai condannati. Per tentare almeno di arginare le lotte intestine a Firenze, viene fondato un Consiglio Cittadino dove vi partecipano tra gli altri Farinata e Pace: fondato nel 1251, tale corpo di governo sarà formato da dodici Anziani eletti tra i cittadini di ogni sestiere della città, il che vuol dire che vi parteciperanno sia i guelfi che i ghibellini.

### La battaglia di Montaperti
Quando però muore Federico II, la situazione inizia a capovolgersi a svantaggio degli Uberti. I guelfi di Innocenzo ne approfittano per portare la plebe dalla loro parte, e come se non bastasse Neri lascia Firenze diventando podestà del comune di San Gimignano, fedele all'impero ma in terra senese. L'evento getta Farinata nello sconforto, perché se San Gimignano dovesse ribellarsi in qualche modo al dominio fiorentino, egli sarebbe obbligato a guidare una guerra fratricida, ma rifiutare gli ordini equivarrebbe all'esilio da Firenze. E infatti, alcuni comuni ghibellini si ribellano alla richiesta di Firenze di richiamare in patria gli esiliati, ed essendo San Gimignano tra gli oppositori, Farinata, incaricato a muovere guerra ai comuni ribelli, al disonore della famiglia sceglie la via dell'esilio, che cade su di lui a fine agosto 1251. Il cavaliere del giglio si rifugia così dal fratello con la moglie e i figli piccoli, mentre i maggiori restano a Firenze; i due fratelli formano un potente nucleo di resistenza e in meno di un anno s'impossessano di numerosi castelli. Ma ormai la situazione precipita per gli Uberti quando, nel '58, il Papa aizza la plebe che incendia le loro case famigliari, e tra gli altri muore Schiattuzzo, uno dei figli di Farinata. Tutti gli Uberti superstiti decidono pertanto di rifugiarsi a Siena, che insieme a Poggibonsi sfida ancora Firenze accogliendone gli esuli. Parte così la ricerca di alleati da entrambe le parti: Firenze cerca aiuto nel trono imperiale su cui siede Corradino, di soli sei anni; Siena si allea invece con Manfredi di Sicilia, il quale, impossessatosi dell'Italia meridionale ricostruendo l'apposito regno normanno, concede loro cento cavalieri mercenari tedeschi.
Nell'aprile 1260, Firenze attacca, e Siena usa i suoi mercenari per metterli in difficoltà e prendere tempo per cercare altri alleati. I fiorentini si ritirano momentaneamente, ma, ancora sicuri della loro superiorità militare, mandano due frati a parlamentare con Farinata; con uno stratagemma, il cavaliere del giglio riesce a ingannarli dichiarando in gran segreto di voler rinunciare all'alleanza con Siena aprendone le porte e cedendola alle mani del nemico, il tutto in cambio di una cospicua somma e della garanzia che i fiorentini tornino a casa in sicurezza. Dopo non poco deliberare, Firenze accetta l'offerta e decide di attaccare, e all'alba del 4 settembre i due eserciti si scontrano a Montaperti; la battaglia si sussegue tra alterne vicende, ma la sorte cade infine a favore dei guelfi senesi grazie a Bocca degli Abati, un falso ghibellino che guida il contrattacco decisivo e mozza il braccio di Jacopino de' Pazzi, scaturendo la rotta generale tra i fiorentini. Lasciando una vittoriosa e festosa Siena, gli Uberti e loro alleati ritornano in una patria ormai in pratica del tutto ghibellina, dopo che le famiglie guelfe più potenti sono fuggite dalla città alla notizia della disfatta. Farinata non è però affatto contento della vittoria: la sconfitta della sua amata Firenze l'ha lasciata senza un esercito che possa proteggerla dal destino che sta per incombersi su di essa, ovvero la sua distruzione. Nell'incontro a Empoli patrocinato dagli Uberti, Manfredi vota difatti per la demolizione di Firenze, ma Farinata, non sopportando che la città alla cui prosperità hanno contributo lui, il suo casato e tutti i loro avi venga ridotta in macerie, vi si oppone con tanta rabbia e coraggio da stupire di nuovo tutti, tanto che il consiglio decide infine che Firenze sarà risparmiata.
Farinata morirà il 27 aprile del 1264 e sarà sepolto nella chiesa di Santa Reparata, seguito quasi subito dalla moglie Adaleta. Dopo di lui, gli Uberti perdono progressivamente potere, e Firenze diventa parte per parte guelfa. Ormai completamente decaduto e quasi estinto, complice anche la drammatica fine di tutti i giovani Uberti, il casato viene bandito per sempre da Firenze e cancellato dalla sua storia, con tutti i documenti e le memorie dati alle fiamme. Il ricordo di Farinata però sopravvive: il sommo poeta Dante Alighieri, pur collocandolo nel canto decimo dell'Inferno della sua Divina Commedia, ne ammirerà il valore che dimostrò salvando Firenze da una sicurissima fine, valore che sarà riconosciuto e onorato dalla città una volta finite per sempre le dispute tra guelfi e ghibellini; in seguito, Andrea del Castagno lo immortalerà nel suo affresco situato negli Uffizi di Firenze.

## Edizioni
- Carla Maria Russo, Il cavaliere del giglio, Milano, Piemme, 23 gennaio 2007, ISBN 978-88-384-7636-5.
- Carla Maria Russo, Il cavaliere del giglio, Pickwick, Milano, Piemme, 22 gennaio 2021, ISBN 978-88-6836-757-2.
- Carla Maria Russo, Il cavaliere del giglio, Piemme pocket, Milano, Piemme, 8 giugno 2021, ISBN 978-88-566-8111-6.